# Qāsem Daraq
Qāsem Daraq (persiska: قاسم درق) är en ort i Iran.   Den ligger i provinsen Östazarbaijan, i den nordvästra delen av landet, 400 km nordväst om huvudstaden Teheran. Qāsem Daraq ligger 1 399 meter över havet och antalet invånare är 242.
Terrängen runt Qāsem Daraq är huvudsakligen kuperad, men den allra närmaste omgivningen är platt. Terrängen runt Qāsem Daraq sluttar österut. Runt Qāsem Daraq är det ganska glesbefolkat, med 40 invånare per kvadratkilometer. Närmaste större samhälle är Darīn Daraq, 13,3 km söder om Qāsem Daraq. Trakten runt Qāsem Daraq består i huvudsak av gräsmarker.